# Mycomya fasriata
Mycomya fasriata är en tvåvingeart som först beskrevs av Zetterstedt 1838.  Mycomya fasriata ingår i släktet Mycomya och familjen svampmyggor.
Artens utbredningsområde är Sverige. Inga underarter finns listade i Catalogue of Life.